# Beto (Fußballspieler, 1982)
Beto (* 1. Mai 1982 in Loures; bürgerlich António Alberto Bastos Pimparel) ist ein ehemaliger portugiesischer Fußballtorwart.

## Karriere

### Verein
Aus der Sporting-Jugend stammend, war er dort in seinen ersten Profijahren nur dritter Torwart, kam in seiner ersten Saison zu keinem Einsatz in der ersten Mannschaft. Deshalb wurde er 2002 für eine Saison an die unterklassige Mannschaft des Casa Pia AC ausgeliehen. Nach mehreren Vereinswechseln in der Liga de Honra, der 2. Portugiesischen Liga, schaffte er mit dem Leixões SC 2006/07 den Aufstieg in die höchste portugiesische Spielklasse. In der Saison 2008/09 landete er bei der Wahl für den Spieler der Saison auf dem zweiten Platz, knapp hinter dem Sporting-Stürmer Liédson. Spieler des Monats war er im November 2008. Für die Saison 2009/10 verpflichtete ihn der FC Porto für vier Jahre. Die Ablösesumme war ein hoher sechsstelliger Betrag. 2011 wurde er mit einem Vertrag bis Juli 2013 an den rumänischen Erstligisten CFR Cluj ausgeliehen. Dort gewann er in der Saison 2011/12 die Meisterschaft. Zur Saison 2012/13 wechselte er zu Sporting Braga, im Januar 2013 wurde er an den FC Sevilla ausgeliehen. Beim Gewinn der Europa League 2013/14 hielt er gegen Benfica Lissabon im Elfmeterschießen des Finales zwei Elfmeter. Zur Saison 2016/17 wechselte er zu Sporting zurück. Dort kam er als Stellvertreter von Rui Patrício nur auf drei Einsätze. Im Sommer 2017 schloss er sich dem türkischen Erstligisten Göztepe Izmir an, wo er in der Saison 2017/18 den Stammplatz zwischen den Pfosten innehatte. Im Jahr 2020 kehrte er nach Portugal, zum Zweitligisten Leixões SC, zurück. In der Rückrunde der Saison 2020/21 spielte er für den Erstligisten SC Farense. Anschließend ließ er seine Karriere beim finnischen Erstligisten Helsingfors IFK ausklingen.

### Nationalmannschaft
Zu seinem ersten Länderspieleinsatz in der portugiesischen Nationalmannschaft kam Beto am 10. Juni 2009 bei einem Freundschaftsspiel gegen Estland (Ergebnis 0:0). Als Stammtorwart des FC Porto gegen Ende der Saison 2009/10 wurde er vom Nationaltrainer Carlos Queiroz für die Weltmeisterschaft 2010 in Südafrika nominiert, kam dort aber zu keinem Einsatz. Sein zweites Länderspiel bestritt Beto im Vorfeld der Europameisterschaft 2012 gegen Mazedonien. Während des Turniers gehörte er dem portugiesischen Aufgebot als dritter Torwart an.

## Erfolge
- Europa-League-Sieger (3): 2011, 2014, 2015
- Portugiesischer Meister: 2011
- Portugiesischer Pokalsieger: 2011
- Rumänischer Meister: 2012
- UEFA-Nations-League-Sieger: 2019